# Родезија на Летњим олимпијским играма 1960.
Јужна Родезија се такмичила (као Родезија) на Летњим олимпијским играма 1960. у Риму, Италија. То је био први пут у 32 године да је Родезија представљена на Олимпијским играма. Четрнаест спортиста — Јужнородезијанаца и један севернородезијски, боксер Абе Бекер — такмичило се под именом Родезија док су представљали Федерацију Родезије и Њасаленда (1953–1963).
Олимпијски тим није освојио ниједну медаљу на овим Играма.

## Учесници по спортовима

### Бокс
- Џејмс Бадријан
Мува категорија: елиминисан у 1. колу

- Аб Бекер
Перолака категорија: елиминисан у четвртфиналу

- Јаги ван Стаден
Тежинска класа: елиминисан у осмини финала

- Брајан ван Ниекерк
Лака средња категорија: елиминисан у 1. колу

### Атлетика
Мушкарци
- Тери Саливан
800 m: елиминисан у четвртфиналу
1.500 m: одустао пре трке

- Сипријан Церива
5.000 m: одустао пре трке
10.000 m: 28. место

### Стрељаштво
- Бил Галивер
Трап: Такмичење није завршено

### Пливање
Жене
- Доти Сатклиф
100 m слободно: елиминисана пре такмичења
100 m леђно: елиминисана пре такмичења
Штафета 4 × 100 м слободно: елиминисани пре такмичења

- Хилари Вилсон
400 m слободно: елиминисана пре такмичења
100 m лептир: елиминисана пре такмичења
Штафета 4 × 100 м слободно: елиминисани пре такмичења

- Линет Купер
100 m леђно: елиминисана пре такмичења
Штафета 4 × 100 м слободно: елиминисани пре такмичења

- Мег Мајнерс
200 m прсно: елиминисана пре такмичења
Штафета 4 × 100 м слободно: елиминисани пре такмичења

### Једрење
- Дејвид Батлер
Летећи холанђанин: 4. место

- Кристофер Бевн
Летећи холанђанин: 4. место

### Скокови у воду
Жене
- Александра Моргенруд
3 m роњење: 13. место